# الحركة للديمقراطية والتقدم (جزر القمر)
الحركة للديمقراطية والتقدم (بالفرنسية: Mouvement pour la Démocratie et le Progrès)‏، المعروفة أيضا باسم الحركة الديمقراطية الشعبية كانت حزب سياسي في جزر القمر.

## التاريخ
ومقره في موروني،  قام الحزب بحملة من أجل الدستور الذي تمت الموافقة عليه في استفتاء عام 1992، وخاض الانتخابات البرلمانية اللاحقة في وقت لاحق من العام. على الرغم من حصول الحزب على أعلى حصة تصويت بنسبة 10.4٪، إلا أنه فاز بثلاثة مقاعد فقط في جمعية الاتحاد، بينما فاز اتحاد الديمقراطيين من أجل التنمية بسبعة مقاعد.
في الانتخابات البرلمانية المبكرة في العام التالي، فاز الحزب بمقعدين فقط. في عام 1994، انضم الحزب إلى معارضة أخرى لتشكيل منتدى الإنعاش الوطني، وهو تحالف معارض للرئيس محمد جوهر.
رشح الحزب عباس جوسوف كمرشح للانتخابات الرئاسية عام 1996. واحتل جوسوف المركز الثاني في الجولة الأولى، متقدمًا إلى جولة الإعادة، حيث خسر أمام مرشح اتحاد الديمقراطيين محمد تقي عبد الكريم بهامش 64٪ -36٪. بعد ذلك، قاطع الحزب الانتخابات البرلمانية في وقت لاحق من العام. ومع ذلك، تم تعيين جوسوف رئيسًا للوزراء في نوفمبر 1998. في أعقاب انقلاب عام 1999، ترك الحزب منتدى الإنعاش الوطني، حيث دعمت بعض الأحزاب الانقلاب.
كان جوسوف مرشح الحزب مرة أخرى للانتخابات الرئاسية لعام 2002، لكنه احتل المركز الرابع من بين تسعة مرشحين في الجولة الأولى. قبل الانتخابات البرلمانية لعام 2004، انضم الحزب إلى تحالف معسكر الجزر ذاتية الحكم وفاز التحالف بـ 12 مقعدًا من أصل 18 منتخبًا وجميع المقاعد التي تم انتخابها بشكل غير مباشر وعددها 15 مقعدًا.